# شهرستان ریلی (کانزاس)
شهرستان ریلی، کانزاس (به انگلیسی: Riley County, Kansas) شهرستانی در ایالات متحده آمریکا است که در کانزاس واقع شده‌است.